# Robert Leemann
Robert Leemann (geboren 26. Februar 1852 in Lenzburg; gestorben 13. März 1925 in Zürich) war ein Schweizer Zeichner, Kupferstecher und Radierer.

## Leben

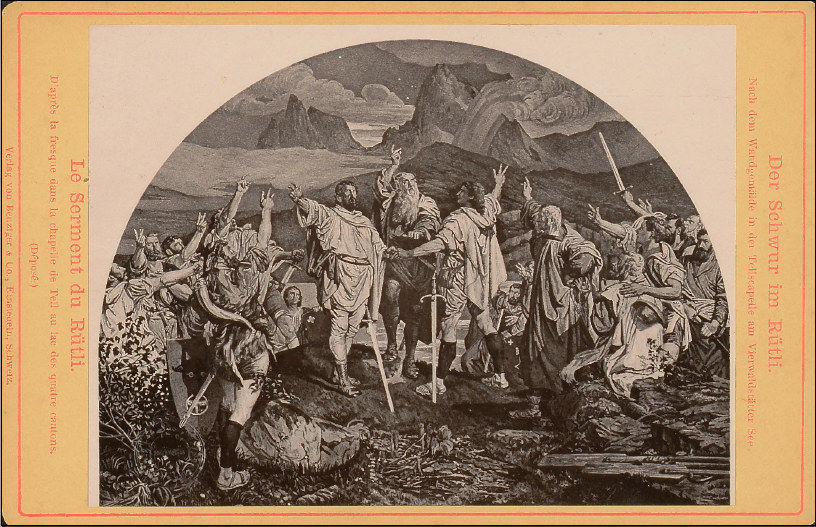
Rütlischwur

Robert Leemann war ein Sohn des Malers Julius Robert Leemann (1812–1865) und der Maria Amalia Schiesl. Er lernte bei seinem Vater und studierte ab 1872 an der Kupferstecherschule der Kunstakademie München bei Johann Leonhard Raab. Leemann fertigte Porträtstiche prominenter Zeitgenossen. Verbreitung fanden auch seine Stiche nach den vier Fresken von Ernst Stückelberg in der Tellskapelle.